# Orosz Felszabadítási Hadsereg
Az Orosz Felszabadítási Hadsereg (németül: Russische Befreiungsarmee, oroszul: Русская освободительная армия) a Wehrmacht kollaboráns hadereje volt a keleti fronton, a második világháborúban. Fő vezetője, Andrej Vlaszov után Vlaszov-hadseregnek, tagjait vlaszovoknak vagy vlaszovisták-nak (oroszul: Власовцы) nevezték.
A Barbarossa hadművelet megindítását követően a fogságba esett szovjet katonák és az elfoglalt területeken élők között, főleg azok, akik a szovjethatalommal szemben álltak többen úgy döntöttek, hogy fegyverrel is harcolni fognak a Vörös Hadsereg ellen. A Harmadik Birodalom oldalán erre lehetőségként az SS egységek soraiba történő felvétel lehetett, de a követelményeknek nem megfelelő vagy éppen nem oda vágyó és sokszor kényszerrel rávett embereket kisegítő egységekbe szervezték. Az orosz mellett az úgynevezett Ukrán Felszabadítási Hadsereg volt nagyobb létszámú és több más a Szovjetunió különböző nemzetiségeiből is alakult hasonló módon szervezett katonai egység. 
Az Orosz Felszabadítási Hadsereg 1943-ban jött létre hivatalosan és németül Ostruppen vagyis a keleti csapatok összefoglaló névvel illetett harcoló kollaboráns katonai erő része lett. 1944-től hivatalosan az Oroszországi Népek Felszabadítási Bizottságának fegyveres ereje lett.
Vlaszov tábornok és számos tagja a haderőnek fogságba esésük után álltak át a Harmadik Birodalom oldalára. Nemzetiségileg orosz többségű volt az egység, ám igen jelentős számban képviseltették magukat fehéroroszok is. Számos tagja az orosz polgárhábárú veteránja volt és a fehérek oldalán harcolt a bolsevikok ellen vagy éppen szovjet lágerekből kiszabadított elítélt volt. Ideológiájuk nagy mértékben támaszkodott az 1917-es orosz forradalom eszméire (amely a bolsevik forradalom előtt zajlott le), viszont igyekeztek elkerülni a nácizmus ideológiáját (így az antiszemitizmust és a sovinizmust), hogy ezáltal egyfajta független politikai mozgalmat alkossanak.
Bár 1945. január 28-án hivatalosan kijelentették, hogy a német hadseregtől független fegyveres erőként a Felszabadítási Bizottságnak fogadnak hűséget, a gyakorlatban ez nem sok jelentőséggel bírt és a németek sem tekintették valódi szövetségesüknek a hadsereget, sokkalta inkább propagandaeszköznek.
1945-ben számos egysége a Felszabadítási hadseregnek csatlakozott a cseh ellenálláshoz és részt vett a májusi prágai felkelésben.
A Felszabadítási Hadseregnek volt saját légiereje is, de ezt sosem vetették be, 1944 júliusában fel is oszlatták. A légierő tagjai között volt a szintén átpártolt Szemjon Bicskov, a szovjet légierő egykori mesterpilótája.

## Kialakulása

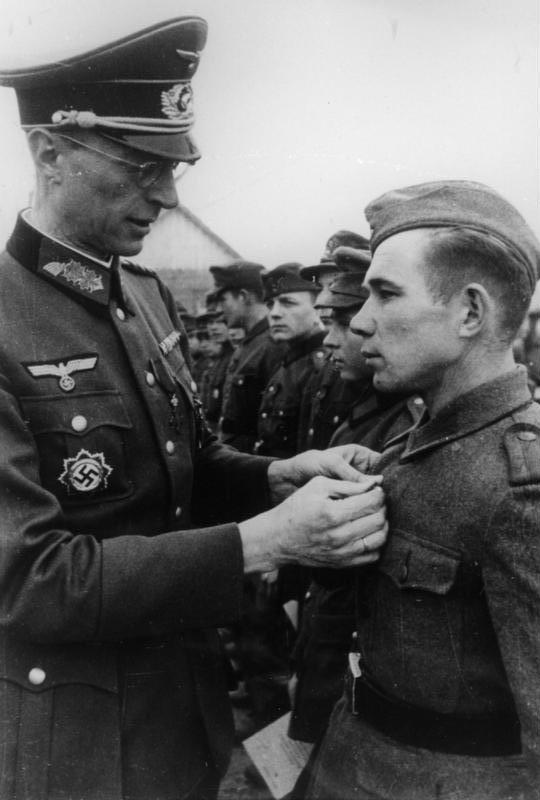
A Wehrmacht mellett harcoló orosz katona kitüntetést kap (1943 októbere)

Bár a támadó Wehrmacht Hitler utasítására terrort és tömeggyilkosságokat követett el a megszállt szovjet területeken, rengeteg szovjet állampolgár még így is azt tapasztalta, hogy két rossz közül választhat, hisz a németekkel vívott háború kezdetekor is immár két évtizede nyögtek Sztálin rémuralma alatt, aki már addigra több millió ember haláláért volt felelős. Ezenfelül a roppant méretű Szovjetunió népe súlyos nélkülözéseken is átment a sztálini diktatúra alatt, addig a német hadifogságba esett katonák az ellenségnél jobb életkörülményeket tapasztaltak.
A németek oldalára szovjet részről átállt személyek számát másfélmillióra becsülik. A Sztálingrádot ostromló 6. német hadsereg egynegyedét átpártolt szovjetek képezték, akik közvetlenül harcoltak saját honfitársaik ellen. A német vezetés rövidesen elkezdte külön egységek felállítását, amelyek nagyobb hadműveletekben és a partizánok elleni harcokban vettek részt, sőt kórházi és gépkezelői feladatokat is elláttak.
Életük megmentése reményében rengeteg hadifogoly lépett be az újonnan felállított kollaboráns egységekbe, mivel a fogolytáborokban éheztek, sőt gyakran halálra éheztették őket.
Andrej Vlaszov, aki szintén veteránja volt az orosz polgárháborúnak (ő viszont a bolsevikok oldalán harcolt), eleinte keményen küzdött a megszállók ellen és része volt a Moszkva elleni német támadás visszaverésében. 1942. július 12-én Leningrádnál került német hadifogságba, s nyomban a németek mellé állt. Vlaszovot megdöbbentették és elkeserítették az 1934-ben induló nagy tisztogatások és a szovjet rendszer egyéb bűntettei, amelyek szinte senkit sem kíméltek. Több másik orosz hadifogollyal és német tiszttel azért lobbizott a hadvezetésnél, hogy önálló hadseregcsoport jöhessen létre a kollaboránsokból, ám elképzelése ellenállásba ütközött, mivel kizárólag orosz ellenőrzés alatt képzelte el mindezt. Tervéhez Alfred Rosenberget sikerült megnyernie, de az is csak bizonyos feltételek mellett támogatta.

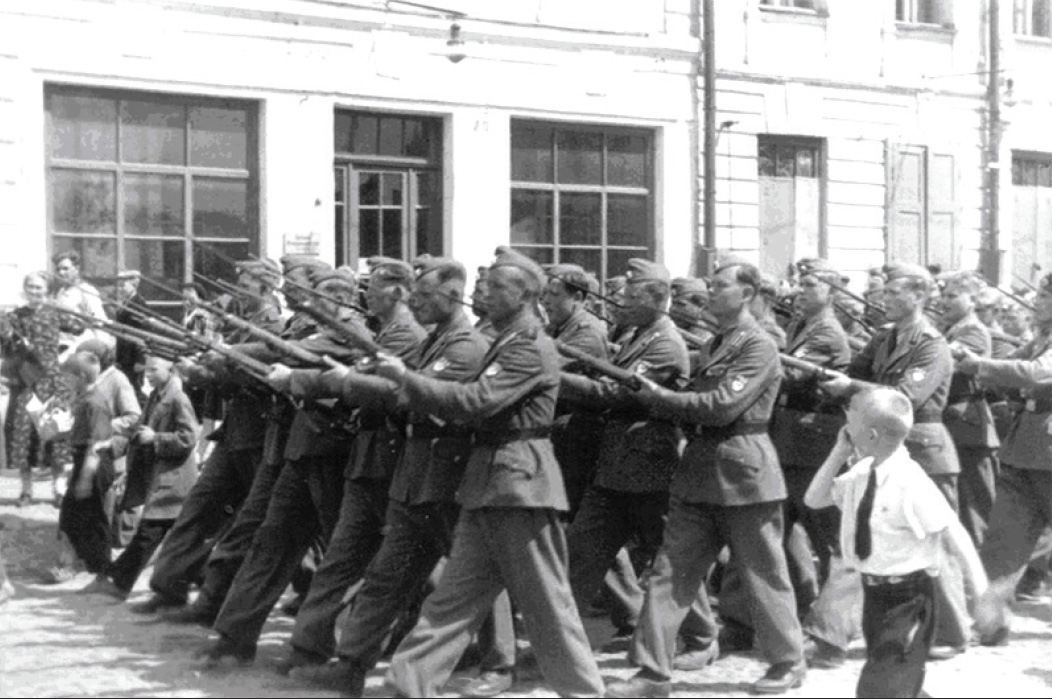
Az Orosz Felszabadítási Hadsereg parádét tart (1943 körül)

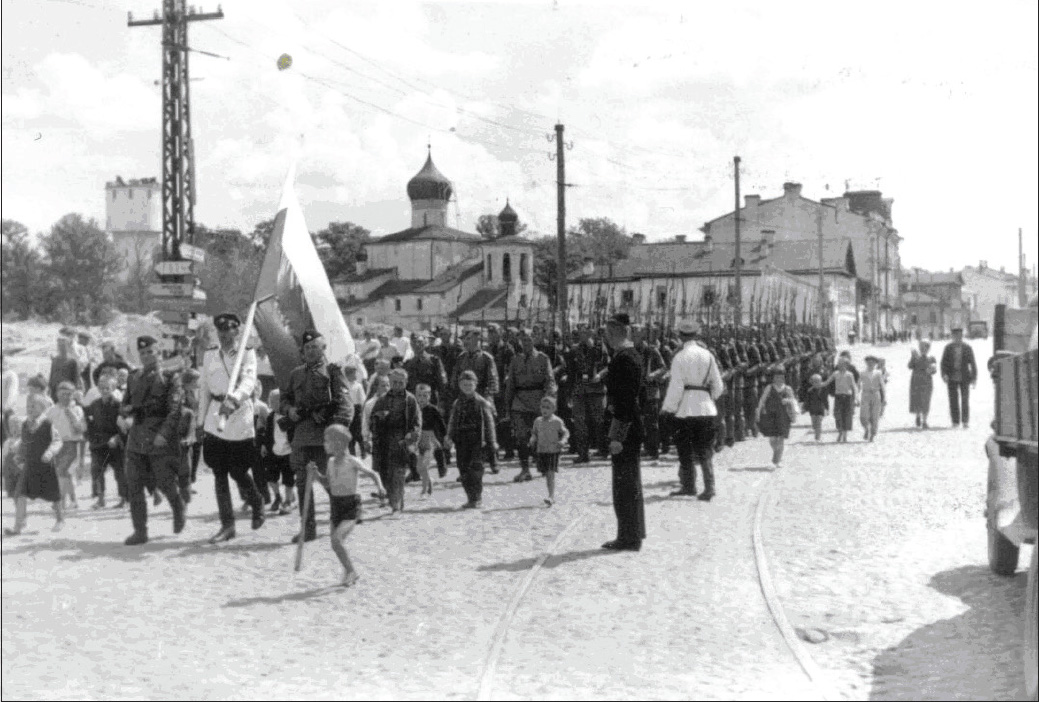
Az Orosz Felszabadítási Hadsereg Pszkovban, 1943. június 22-én

## A szervezett hadsereg és annak harcai
Hitler egyáltalán nem támogatta az ilyen egységek felállítását, noha Vlaszov és sok más német parancsnok is arra figyelmeztetett, hogy a szovjet nép terrorizálásával akár el is veszítheti a háborút. Erre mutatott rá, hogy több százezren harcoltak a németek mellett a Vörös Hadsereg ellen.
1945 februárjára egy gyalogos hadosztály lett teljesen megszervezve, amelynek parancsnoka az ukrán származású Szergej Bunyacsenko lett. Az egység a württembergi Münsigben alakult, egy ideig harcolt az Odera-fronton a Vörös Hadsereg ellen, később zöme átállt a cseh ellenálláshoz Prágában.
Később még egy gyalogsági hadosztály állt fel Württembergben, Mihail Meandrov tábornok parancsnoksága alatt. Ebbe az egységbe több olyan szovjet munkást is besoroztak, akik a németek hadi- és egyéb üzemeiben dolgoztak (ők voltak ún. Ostarbeiter-ek). Elkezdték ugyan egy harmadik gyalogos hadosztály szervezését is, de ezt már nem tudták befejezni, s az itt szolgáló, mintegy 10 ezer katonának fegyver sem jutott.
Több kisebb, korábban létrejött orosz egység, sőt kozák lovasalakulatok is beleegyeztek, hogy a Vlaszov-hadsereghez csatlakoznak, bár ezek csak papíron voltak a Felszabadítási Hadsereg részei, mivel a hadi helyzet alakulása nem tette lehetővé, hogy ténylegesen a hadsereg alatt harcoljanak.
Különböző források szerint az Orosz Felszabadítási Hadsereg 120-130 ezer embert tömörített.
A helyzet eddigre már súlyossá, sőt egyenesen tarthatatlanná vált. 1943-tól a korábban átállt szovjetek körében megkezdődtek az újbóli pálfordulások dezertálások és lázadások formájában. Mindezek oka a sorozatos német vereségek és a háború egyre kedvezőtlenebb alakulása volt. A bomlást szigorú, büntető intézkedésekkel sem tudták kordában tartani, ezért a megszervezett egységeit a Felszabadítási Hadseregnek elküldték a keleti frontról a nyugati frontra, hogy ne érintkezzenek a helyi lakossággal. 1944-ben 71 kollaboráns zászlóalj maradt a keleti fronton, 42 zászlóaljat átvezényeltek Belgium, Finnország, Franciaország és Olaszország területére.
A normandiai partraszállásnál keleti zászlóaljak orosz földön verbuvált katonái is őrködtek a tengerparton, ezek a gyengén felszerelt és teljesen motiválatlan egységek jellemzően egy puskalövést sem adtak le a szövetségekre, sőt a lehető legrövidebb idő után megadták magukat.
Annak ellenére, hogy 1945-ben már egyértelmű volt, a háborút Németország elvesztette, sok orosz kollaboráns tovább harcolt és elesett a szovjetek elleni háborúban, különösen az Odera-menti fronton, amellyel Heinrich Himmler dicséretét is kivívták.

## A Felszabadítási Hadsereg ideológiája
Vlaszov tábornok nem volt náci-szimpatizáns, hanem egy demokratikus Oroszország megteremtését szerette volna elérni. Ideológiailag az orosz nacionalizmus elveit követte, de támogatói között voltak szociáldemokraták is. Akadtak olyanok is, akik marxistának vallották magukat, ugyanakkor a sztálinizmus ellen voltak.
Ideológiai álláspontjaik azonban gyanakvóvá tették a nácikat, ezért a Gestapo figyelte őket és figyelmeztettek is arra, hogy a vlaszovisták elárulhatják a Harmadik Birodalmat. Eberhard Taubert náci propagandista kifejezte azon aggodalmát, hogy Vlaszov és több másik embere nem gyűlöli a zsidókat, nem azonosítják a bolsevizmust a zsidósággal és nem fogadják el a zsidókérdés tényét.
Arra viszont kötelezték Vlaszovot, hogy állást foglaljon a nyugati szövetségesekkel szemben, bélyegezze plutokratikusnak és Sztálin támogatóinak őket, akik a diktátort Európa leigázásában segítik.
Vlaszov számolt azzal, hogy a vereség elkerülhetetlen, ezért délre vezényelte a maradék erőit, hogy a nyugati szövetségesek előtt kapitulálhasson. Abban a hitben volt, hogy a németek leverését követően a Nyugat a Szovjetunióval kezd háborúzni és a szövetségesek esetleg felhasználhatnák a továbbiakban az Orosz Felszabadítási Hadsereget.

## A kapituláció

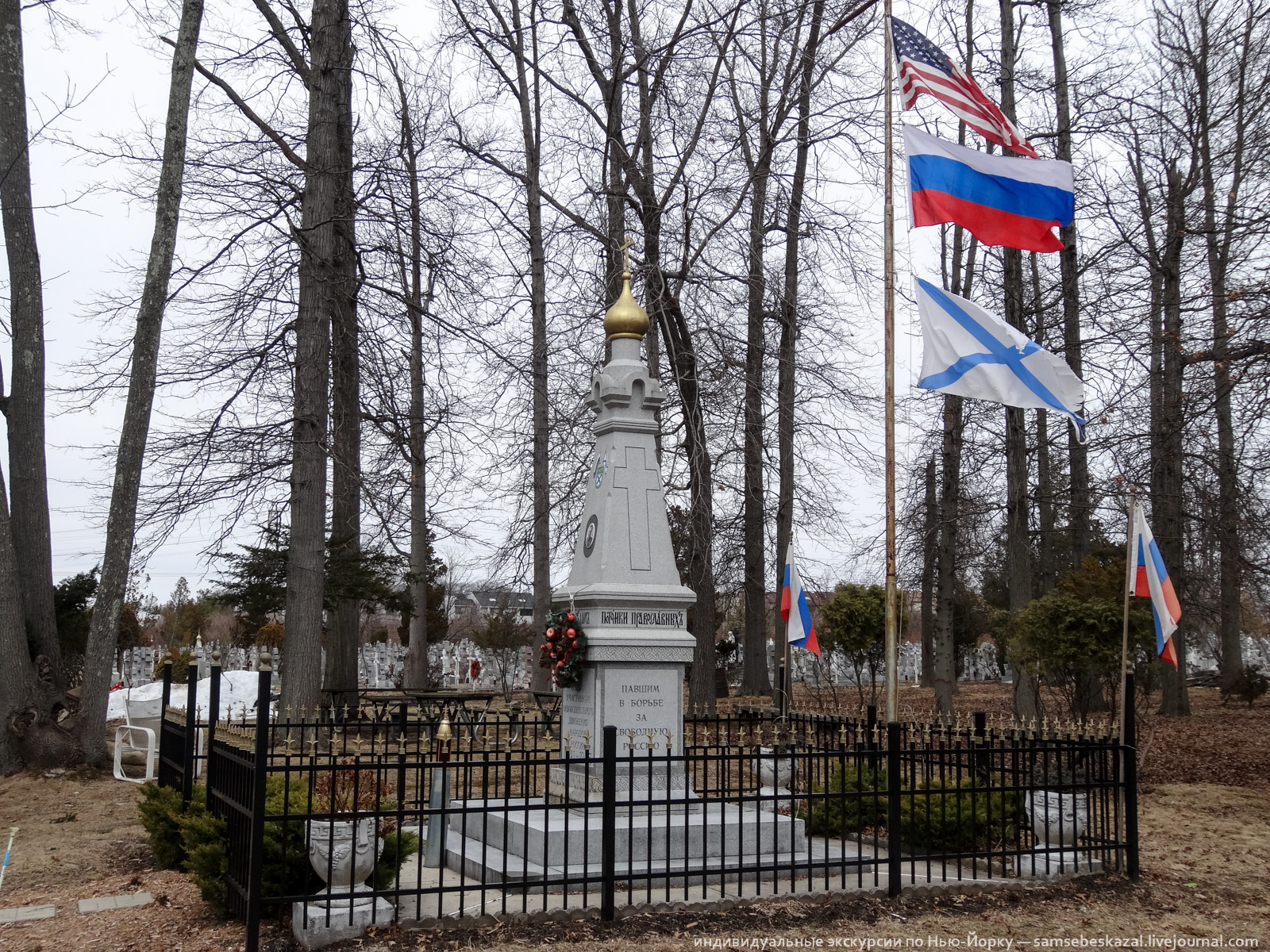
Az Orosz Felszabadítási Hadseregnek állított emlékmű New Yorkban

Vlaszov eleinte vonakodott attól, hogy Bunyacsenko emberei a csehekhez állva a németek ellen harcoljanak, de végül ezt nem akadályozta meg.
A csehekhez pártolt orosz egységek kemény harcban, nehéztüzérségi fegyvereik segítségével verték vissza az SS kegyetlen támadását és megóvták Prágát a pusztulástól. Mivel azonban a cseh ellenállásban túlsúlyt alkottak a kommunisták, azok éppúgy bizalmatlanok voltak az átállt orosz kollaboránsokkal, ezért el kellett hagyniuk a cseh fővárost. Megpróbálták magukat megadni ugyan a közeledő Patton tábornoknak, ám az amerikaiak tartottak attól, hogy ez ártana a szovjetekkel való szövetségnek, így megtagadták a megadási ajánlatot.
Körülbelül ezer katonája a Felszabadítási Hadseregnek került szövetséges fogságba, viszont évekig titok volt, hogy erőszakkal átadták őket a szovjeteknek, mivel Churchill és Sztálin között külön megállapodás született arról, hogy valamennyi katonáját a Felszabadítási Hadseregnek vissza kell küldeni a Szovjetunióba. Néhány angol tiszt azonban megengedte a foglyoknak, hogy kisebb csoportokban az amerikaiak által ellenőrzött zónákba szökjenek.

## A katonák sorsa
A Vörös Hadsereg kezére kerülő vlaszovistákat jellemzően gyorsított hadbírósági tárgyalás után vagy éppen anélkül rögtön ítélkezve kivégezték. A szövetségesek által a Felszabadítási Hadsereg szovjeteknek átadott katonáit árulásért bíróság elé állították és vagy halálra ítélték vagy pedig a Gulágra hurcolták. Vlaszovot 1946-ban akasztották fel Moszkvában és utána nevét említeni sem volt szabad, valamint személyét érintő adatokat több nyilvántartásból is törölték.